# Лобзенко, Максим Александрович
Макси́м Алекса́ндрович Лобзе́нко (род. 29 марта 1992, Балаково, Саратовская область) — российский спидвейный гонщик. Трёхкратный чемпион России и чемпион Украины в командном зачёте, бронзовый призёр Кубка России в парном зачёте. Чемпион Европы в командном зачёте среди юниоров.

## Клубная карьера
Воспитанник балаковской школы спидвея. С 2009 по 2013 г. выступал в КЧР в составе команды "Турбина", трижды став чемпионом страны. Основных успехов добился в юниорском зачете, выиграв командное первенство России (2009) и Европы (2011).
В 2011 г. принимал участие в гонках элитного дивизиона чемпионата Польши - Экстралиги, дважды проехав за команду "Спарта Вроцлав", не набрав, однако, очков.
В 2012 г. добился бронзы парного чемпионата России в паре с Ильёй Чаловым и Андреем Кудряшовым.
Не сумев пройти спортивную конкуренцию в клубе "Турбина", в сезоне-2014 перешёл в башкирский клуб "Салават".  В 2015 г. вернулся в "Турбину".

### Среднезаездный результат
| Лига         | 2009          | 2010          | 2011          | 2012          | 2013          | 2014          | 2015          |
| ------------ | ------------- | ------------- | ------------- | ------------- | ------------- | ------------- | ------------- |
| Флаг России  | 0,000 Турбина | 2,077 Турбина | 1,800 Турбина | 1,444 Турбина | 0,667 Турбина | 0,750 Салават | 1,000 Турбина |
| Флаг Украины | -             | 0,667 Турбина | -             | -             | -             | -             | -             |
| (E)          | -             | -             | 0,000 Спарта  | -             | -             | -             | -             |
| (I)          | -             | -             | -             | -             | -             | -             | -             |
| (II)         | -             | 0,000 Ванда   | -             | -             | -             | -             | -             |

## Достижения
| - Чемпионат России по спидвею среди юниоров до 21 года: в личном зачёте — 3 место (2012) в командном зачёте — 1 место (2009), 2 место (2008, 2013) в парном зачёте — 1 место (2011) - Чемпионат России по спидвею в командном зачёте — 1 место (2009, 2011, 2012), 2 место (2010, 2015), 3 место (2013) в парном зачёте — 3 место (2012) | - Мемориал Евгения Леошкина – 2 место (2010, 2011, личные, Балаково) - Чемпионат Башкортостана – 1 место (2011, личные, Октябрьский) |  |